# Station Saint-Ouen-l'Aumône
Station Saint-Ouen-l'Aumône is een van de vijf spoorwegstations in de Franse gemeente Saint-Ouen-l'Aumône. De andere vier zijn de stations Saint-Ouen-l'Aumône-Liesse, Saint-Ouen-l'Aumône-Quartier de l'Église, Pont-Petit en Épluches. Het station ligt aan de spoorlijn van Saint-Denis naar Dieppe, op kilometerpunt 28,550 van die lijn.
Er ligt vlak buiten het station een aansluiting op de spoorlijn van Pierrelaye naar Creil.
Station Saint-Ouen-l'Aumône wordt door verschillende treinen van de Transilien aangedaan:
- Treinen van de RER C tussen Pontoise en Massy-Palaiseau
- Treinen van Transilien lijn H tussen Pontoise en Paris-Nord
- Treinen van Transilien lijn H tussen Pontoise en Creil

## Vorige en volgende stations
| Richting    | Vorig station | Lijn    | Volgend station            | Richting           |
| ----------- | ------------- | ------- | -------------------------- | ------------------ |
| Pontoise C1 | Pontoise      | RER C   | Saint-Ouen-l'Aumône-Liesse | Massy-Palaiseau C2 |
| Pontoise    | Pontoise      | Trans H | Saint-Ouen-l'Aumône-Liesse | Paris-Nord         |
| Pontoise    | Pontoise      | Trans H | Épluches                   | Creil              |